# Julija Levtjenko
Julija Levtjenko (ukrainska: Юлія Андріївна Левченко), född den 28 november 1997 i dåvarande Artiomovsk, är en ukrainsk friidrottare som tävlar i höjdhopp.
Levtjenkos första internationella framgång kom vid inomhus-EM 2017, där hon vann en bronsmedalj med höjden 1,94 meter. Vid VM i London 2017 vann hon en silvermedalj med personbästa höjden 2,01 meter.